# کاوانیشی، نارا
کاوانیشی، نارا (به لاتین: Kawanishi, Nara) یک منطقهٔ مسکونی در ژاپن است که در استان نارا واقع شده‌است. کاوانیشی  ۹٬۰۸۶ نفر جمعیت دارد.